# シカゴ山中商会
シカゴ山中商会（シカゴやまなかしょうかい、Yamanaka & Co. Inc., Chicago）は、アメリカ合衆国シカゴに存在した大阪市の美術商山中商会の支店。アメリカではニューヨーク山中商会、ボストン山中商会に次いで3店目。

## 歴史
山中商会最盛期の1928年、ノース・ミシガン・アベニュー846番地に開店した。同地はマグニフィセント・マイルと呼ばれる高級ブティック街で、同じビルには高級百貨店サックス・フィフス・アベニューも入居していた。
1936年イリノイ州法により株式会社に改組した。

### 閉店の経緯
1941年夏、日米関係の悪化に伴い、店長下間豊吉が大阪本社での重役会議出席のため帰国したところ、7月21日日本の仏印進駐を受けて在米日本資産凍結令が出され、日本への資産の移動、商品の仕入れ等が不可能となった。下間豊吉もアメリカに戻れなくなり、永井寿三が店長に代わった。
8月12日大阪本社では、ボストン、シカゴ店をニューヨーク店に一本化することが決議され、アメリカ側で対応を検討中、12月7日真珠湾攻撃が勃発し、即日財務省の管理下に置かれ閉店した。1942年2月立ち退きセールを行うと人が殺到し、1週間の売上が17,500ドルに達したという。
6月16日敵国資産管理人局の支配に移り、同局からチャールズ・R・ギルが派遣され、後にロバート・S・ネイヤーが代わった。資産の清算後、1944年3月末閉店し、残りの在庫の内価値の高いものはニューヨーク店に送られ、残りはメイシーズ百貨店に渡った。
1945年7月16日法人の解散届が提出されたが、固定資産税の訴訟のため受理されず、1946年以降に受領されたと思われる。
戦後、シカゴでは永井寿三が個人で美術商を続けた。